# Lichans-Sunhar
Pour les articles homonymes, voir Lichans et Sunhar.
Lichans-Sunhar [liʃɑ̃s synaʁ] (en basque: Lexantzü-Zunharre) est une commune française située dans le département des Pyrénées-Atlantiques, en région Nouvelle-Aquitaine.
Le gentilé est Lexanztar.

## Géographie

### Localisation
La commune de Lichans-Sunhar se trouve dans le département des Pyrénées-Atlantiques, en région Nouvelle-Aquitaine.
Elle se situe à 64 km par la route de Pau, préfecture du département, à 31 km d'Oloron-Sainte-Marie, sous-préfecture, et à 18 km de Mauléon-Licharre, bureau centralisateur du canton de Montagne Basque dont dépend la commune depuis 2015 pour les élections départementales.
La commune fait en outre partie du bassin de vie de Mauléon-Licharre.
Les communes les plus proches sont : 
Laguinge-Restoue (0,6 km), Etchebar (2,0 km), Haux (2,6 km), Tardets-Sorholus (2,8 km), Licq-Athérey (2,9 km), Alçay-Alçabéhéty-Sunharette (2,9 km), Alos-Sibas-Abense (2,9 km), Camou-Cihigue (3,7 km).
Sur le plan historique et culturel, Lichans-Sunhar fait partie de la province de la Soule, un des sept territoires composant le Pays basque,. La Basse-Navarre en est la province la plus variée en ce qui concerne son patrimoine, mais aussi la plus complexe du fait de son morcellement géographique. Depuis 1999, l'Académie de la langue basque ou Euskalzaindia divise le territoire du Labourd en six zones,. La Soule, traversée par la vallée du Saison, est restée repliée sur ses traditions (mascarades, pastorales, chasse à la palombe, etc). Elle se divise en Arbaille, Basse-Soule et Haute-Soule, dont fait partie la commune.

### Communes limitrophes
Les communes limitrophes sont  Alos-Sibas-Abense, Alçay-Alçabéhéty-Sunharette, Etchebar, Lacarry-Arhan-Charritte-de-Haut, Laguinge-Restoue et Licq-Athérey.
|                                 | Alos-Sibas-Abense |                  |
| Alçay-Alçabéhéty-Sunharette     | Lichans-Sunhar    | Laguinge-Restoue |
| Lacarry-Arhan-Charritte-de-Haut | Etchebar          | Licq-Athérey     |

### Hydrographie

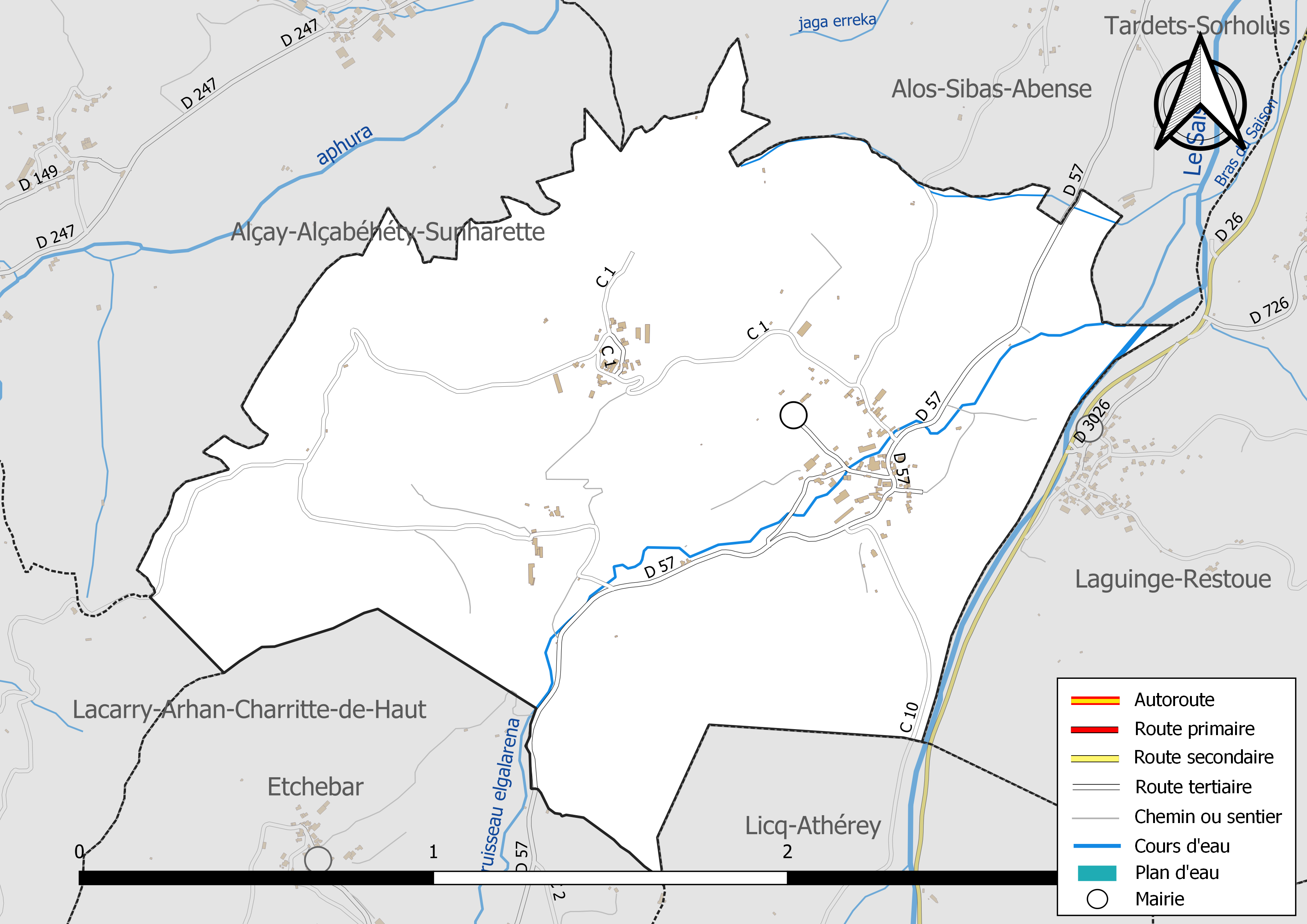
Réseaux hydrographique et routier de Lichans-Sunhar.

La commune est drainée par le ruisseau Elgalarena et par deux petits cours d'eau, constituant un réseau hydrographique de 3 km de longueur totale,.

### Climat
Pour des articles plus généraux, voir Climat de la Nouvelle-Aquitaine et Climat des Pyrénées-Atlantiques.
Historiquement, la commune est dans une zone de transition entre les climats océaniques aquitain et basque.
En 2020, Météo-France publie une typologie des climats de la France métropolitaine dans laquelle la commune est exposée à un climat de montagne et est dans la région climatique Pyrénées atlantiques, caractérisée par une pluviométrie élevée (>1 200 mm/an) en toutes saisons, des hivers très doux (7,5 °C en plaine) et des vents faibles.
Pour la période 1971-2000, la température annuelle moyenne est de 13,2 °C, avec une amplitude thermique annuelle de 13,5 °C. Le cumul annuel moyen de précipitations est de 1 526 mm, avec 12,1 jours de précipitations en janvier et 9,9 jours en juillet. Pour la période 1991-2020, la température moyenne annuelle observée sur la station météorologique la plus proche, située sur la commune de Licq-Athérey à 3 km à vol d'oiseau, est de 13,1 °C et le cumul annuel moyen de précipitations est de 1 528,1 mm,. Pour l'avenir, les paramètres climatiques de la commune estimés pour 2050 selon différents scénarios d’émission de gaz à effet de serre sont consultables sur un site dédié publié par Météo-France en novembre 2022.

### Milieux naturels et biodiversité

#### Réseau Natura 2000
Le réseau Natura 2000 est un réseau écologique européen de sites naturels d'intérêt écologique élaboré à partir des Directives « Habitats » et « Oiseaux », constitué de zones spéciales de conservation (ZSC) et de zones de protection spéciale (ZPS).
Un site Natura 2000 a été défini sur la commune au titre de la « directive Habitats » : « le Saison (cours d'eau) », d'une superficie de 2 200 ha, un cours d'eau de très bonne qualité à salmonidés,.

#### Zones naturelles d'intérêt écologique, faunistique et floristique
L’inventaire des zones naturelles d'intérêt écologique, faunistique et floristique (ZNIEFF) a pour objectif de réaliser une couverture des zones les plus intéressantes sur le plan écologique, essentiellement dans la perspective d’améliorer la connaissance du patrimoine naturel national et de fournir aux différents décideurs un outil d’aide à la prise en compte de l’environnement dans l’aménagement du territoire.
Une ZNIEFF de type 1 est recensée sur la commune, : 
les « hêtraies et landes de la confluence des gaves de Larrau et de Saint-Engrace » (5 156,66 ha), couvrant 7 communes du département et une ZNIEFF de type 2,, : 
le « réseau hydrographique du gave d'Oloron et de ses affluents » (6 885,32 ha), couvrant 114 communes dont 2 dans les Landes et 112 dans les Pyrénées-Atlantiques.

## Urbanisme

### Typologie
Au 1er janvier 2024, Lichans-Sunhar est catégorisée commune rurale à habitat dispersé, selon la nouvelle grille communale de densité à sept niveaux définie par l'Insee en 2022.
Elle est située hors unité urbaine et hors attraction des villes,.

### Occupation des sols

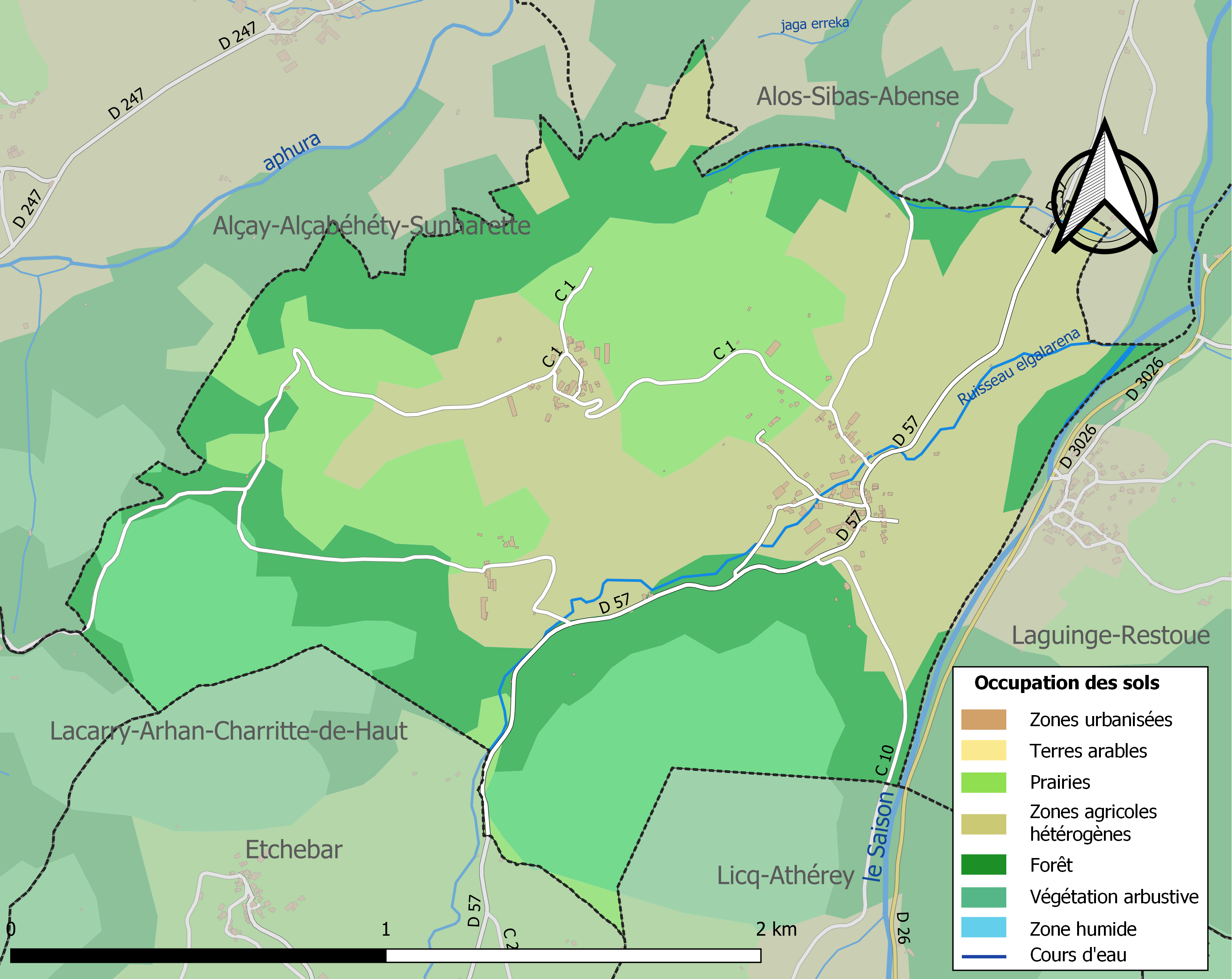
Carte des infrastructures et de l'occupation des sols de la commune en 2018 (CLC).

L'occupation des sols de la commune, telle qu'elle ressort de la base de données européenne d’occupation biophysique des sols Corine Land Cover (CLC), est marquée par l'importance des territoires agricoles (56,2 % en 2018), une proportion sensiblement équivalente à celle de 1990 (55,9 %). La répartition détaillée en 2018 est la suivante : 
zones agricoles hétérogènes (35,4 %), forêts (26,2 %), prairies (20,8 %), milieux à végétation arbustive et/ou herbacée (17,6 %). L'évolution de l’occupation des sols de la commune et de ses infrastructures peut être observée sur les différentes représentations cartographiques du territoire : la carte de Cassini (XVIIIe siècle), la carte d'état-major (1820-1866) et les cartes ou photos aériennes de l'IGN pour la période actuelle (1950 à aujourd'hui).

### Lieux-dits et hameaux
Trois quartiers composent la commune de Lichans-Sunhar :
Lichans
- Kharrika ;

Sunhar
- Kharrika,
- Arrolaltea (Arola sur les cartes IGN).

### Risques majeurs
Le territoire de la commune de Lichans-Sunhar est vulnérable à différents aléas naturels : météorologiques (tempête, orage, neige, grand froid, canicule ou sécheresse), inondations, feux de forêts, mouvements de terrains et séisme (sismicité moyenne). Il est également exposé à deux risques technologiques, le transport de matières dangereuses et la rupture d'un barrage. Un site publié par le BRGM permet d'évaluer simplement et rapidement les risques d'un bien localisé soit par son adresse soit par le numéro de sa parcelle.

#### Risques naturels
Certaines parties du territoire communal sont susceptibles d’être affectées par le risque d’inondation par une crue torrentielle ou à montée rapide de cours d'eau. La commune a été reconnue en état de catastrophe naturelle au titre des dommages causés par les inondations et coulées de boue survenues en 1982, 1983, 1992 et 2009,.
Lichans-Sunhar est exposée au risque de feu de forêt. En 2020, le premier plan de protection des forêts contre les incendies (PDPFCI) a été adopté pour la période 2020-2030. La réglementation des usages du feu à l’air libre et les obligations légales de débroussaillement dans le département des Pyrénées-Atlantiques font l'objet d'une consultation de public ouverte du 16 septembre au 7 octobre 2022,.
Les mouvements de terrains susceptibles de se produire sur la commune sont des affaissements et effondrements liés aux cavités souterraines (hors mines). Afin de mieux appréhender le risque d’affaissement de terrain, un inventaire national permet de localiser les éventuelles cavités souterraines sur la commune.

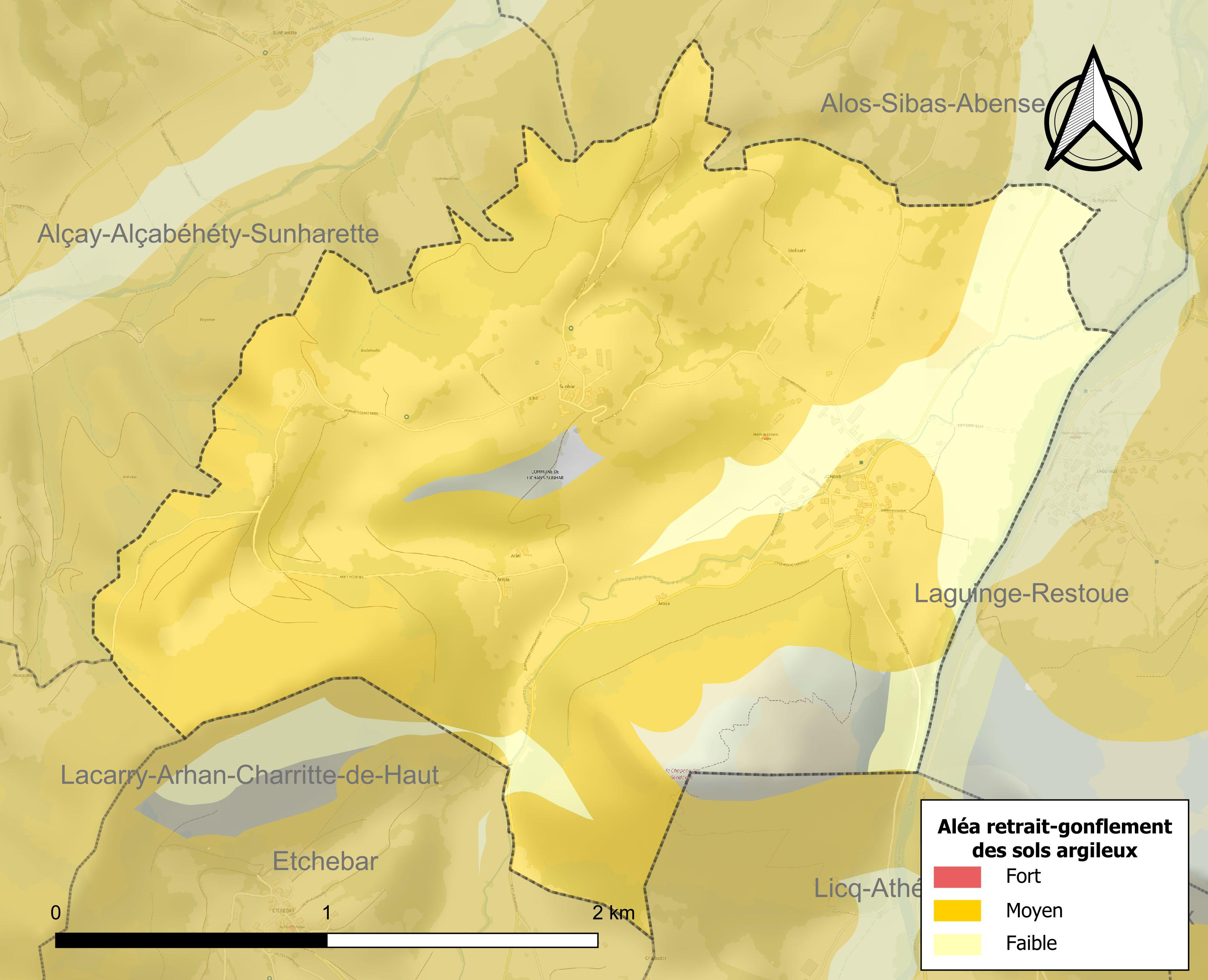
Carte des zones d'aléa retrait-gonflement des sols argileux de Lichans-Sunhar.

Le retrait-gonflement des sols argileux est susceptible d'engendrer des dommages importants aux bâtiments en cas d’alternance de périodes de sécheresse et de pluie. 80,3 % de la superficie communale est en aléa moyen ou fort (59 % au niveau départemental et 48,5 % au niveau national). Depuis le 1er octobre 2020, en application de la loi ELAN, différentes contraintes s'imposent aux vendeurs, maîtres d'ouvrages ou constructeurs de biens situés dans une zone classée en aléa moyen ou fort,.

#### Risque technologique
La commune est en outre située en aval de barrages de classe A. À ce titre elle est susceptible d’être touchée par l’onde de submersion consécutive à la rupture de cet ouvrage.

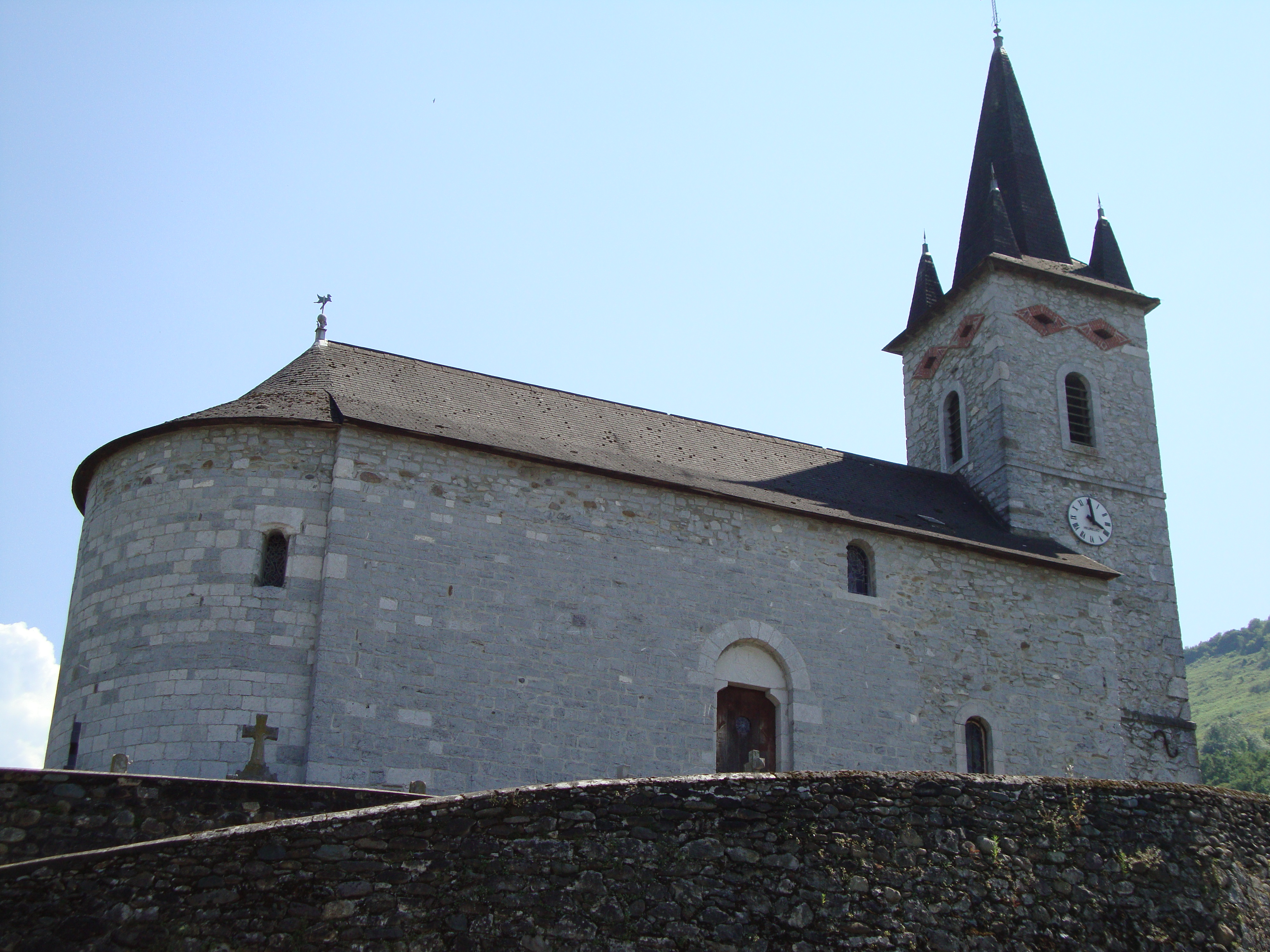
L'église de Lichans.

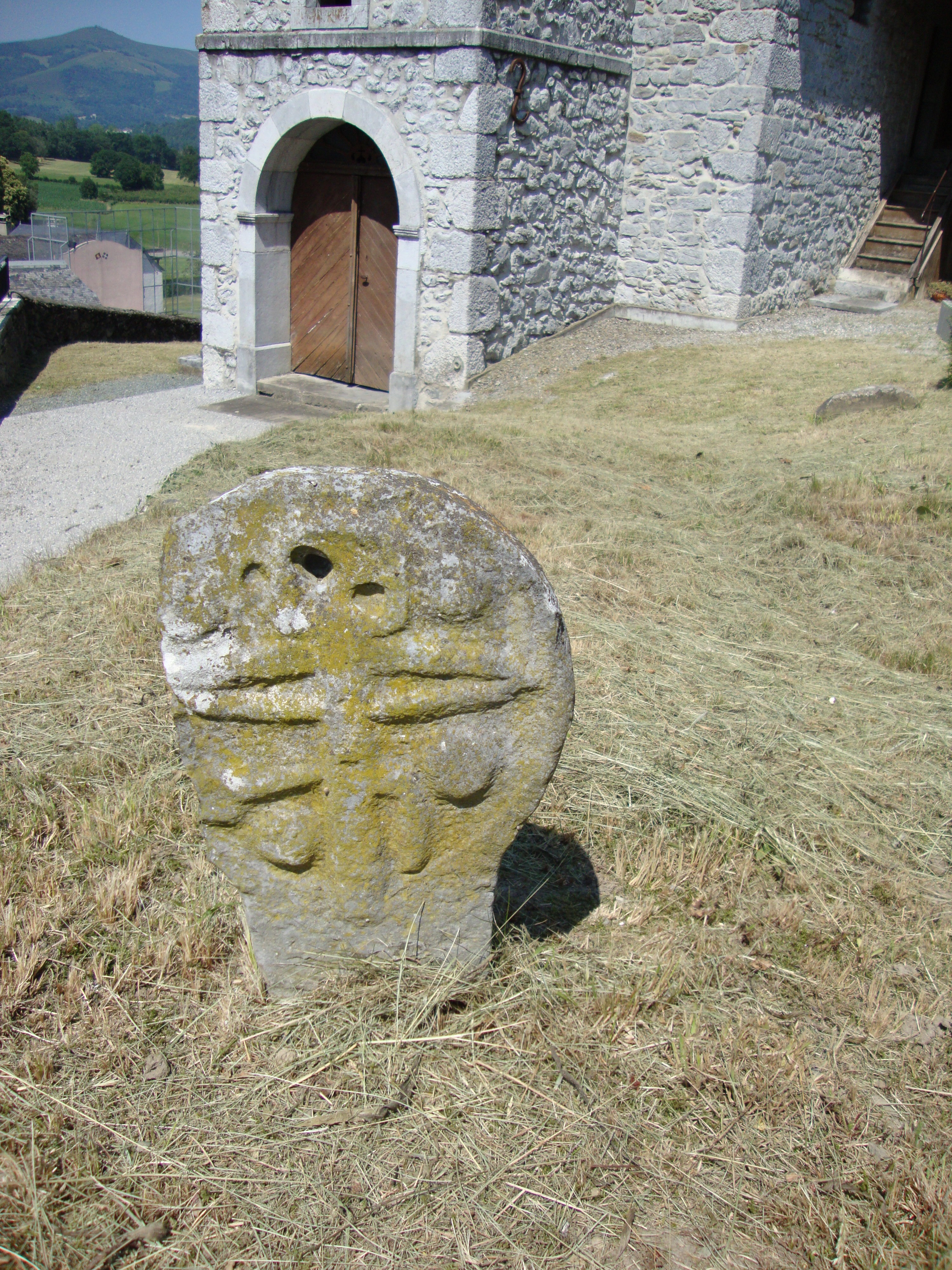
Lichans, stèle discoïdale.

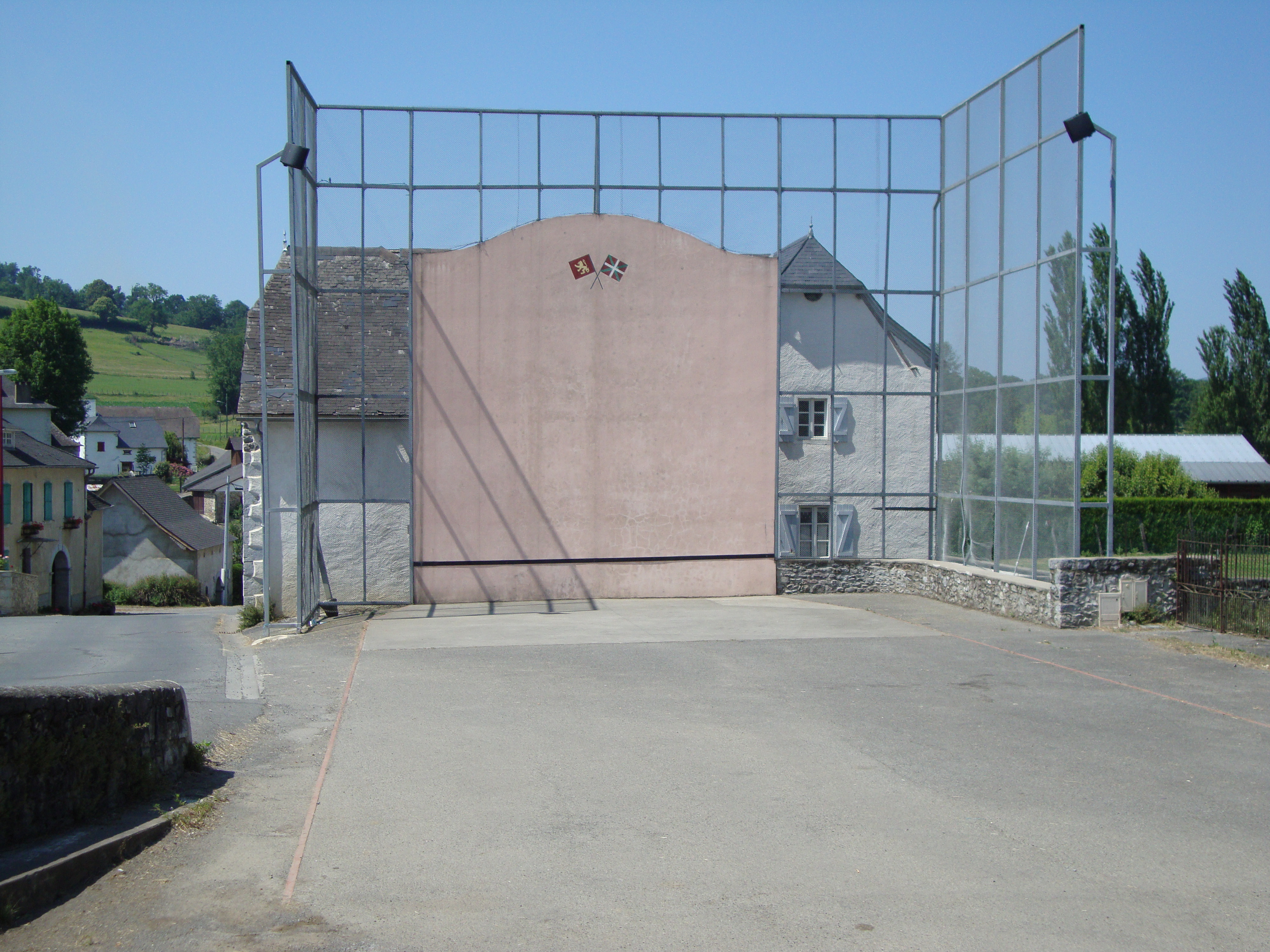
Fronton à Lichans.

## Toponymie

### Attestations anciennes
Le toponyme Lichans apparaît sous les formes 
Lixans (1385, collection Duchesne volume CXIV),
Lissans et Lixantz (respectivement 1475 et 1480, contrats d'Ohix), Lexans et Saint-André de Lichans (respectivement 1608 et 1678, insinuations du diocèse d'Oloron).

### Graphie basque
Son nom basque actuel est Lexantzü-Zunharre.

## Histoire
La commune a été créée le 5 août 1842 par la réunion des communes de Lichans et de Sunhar.

## Politique et administration
| Période | Période  | Identité                | Étiquette | Qualité |
| ------- | -------- | ----------------------- | --------- | ------- |
| 1995    | 2014     | Jean-Pierre Libilbéhéty |           |         |
| 2014    | En cours | Monique Elgoyhen        | EHBAI     |         |

En 2017, le candidat NPA Philippe Poutou est arrivé en tête du scrutin dans la Commune, c'est la seule où cela est arrivé. En 2022, il fait son meilleur score dans cette commune mais arrive troisième derrière Jean-Luc Mélenchon et Jean Lassalle.

### Intercommunalité
La commune fait partie de six structures intercommunales :
- la communauté d'agglomération du Pays Basque ;
- le SIGOM ;
- le SIVOM du canton de Tardets ;
- le SIVU chargé du tourisme en Haute-Soule et Barétous ;
- le syndicat d'assainissement du pays de Soule ;
- le syndicat intercommunal pour le soutien à la culture basque.

## Population et société

### Démographie
L'évolution du nombre d'habitants est connue à travers les recensements de la population effectués dans la commune depuis 1793. Pour les communes de moins de 10 000 habitants, une enquête de recensement portant sur toute la population est réalisée tous les cinq ans, les populations de référence des années intermédiaires étant quant à elles estimées par interpolation ou extrapolation. Pour la commune, le premier recensement exhaustif entrant dans le cadre du nouveau dispositif a été réalisé en 2005.

En 2022, la commune comptait 85 habitants, en évolution de +4,94 % par rapport à 2016 (Pyrénées-Atlantiques : +3,78 %, France hors Mayotte : +2,11 %).
| 1793 | 1800 | 1806 | 1821 | 1831 | 1836 | 1841 | 1846 | 1851 |
| ---- | ---- | ---- | ---- | ---- | ---- | ---- | ---- | ---- |
| 196  | 178  | 190  | 192  | 232  | 229  | 302  | 309  | 303  |

| 1856 | 1861 | 1866 | 1872 | 1876 | 1881 | 1886 | 1891 | 1896 |
| ---- | ---- | ---- | ---- | ---- | ---- | ---- | ---- | ---- |
| 250  | 233  | 222  | 239  | 257  | 259  | 253  | 225  | 226  |

| 1901 | 1906 | 1911 | 1921 | 1926 | 1931 | 1936 | 1946 | 1954 |
| ---- | ---- | ---- | ---- | ---- | ---- | ---- | ---- | ---- |
| 212  | 205  | 178  | 156  | 177  | 170  | 162  | 152  | 132  |

| 1962 | 1968 | 1975 | 1982 | 1990 | 1999 | 2005 | 2006 | 2010 |
| ---- | ---- | ---- | ---- | ---- | ---- | ---- | ---- | ---- |
| 105  | 107  | 83   | 83   | 93   | 80   | 76   | 75   | 67   |

| 2015 | 2020 | 2022 | - | - | - | - | - | - |
| ---- | ---- | ---- | - | - | - | - | - | - |
| 80   | 86   | 85   | - | - | - | - | - | - |

## Économie
L'activité est essentiellement tournée vers l'agriculture (élevage et pâturages). La commune fait partie de la zone d'appellation de l'ossau-iraty.

## Culture locale et patrimoine

### Patrimoine naturel
Le bourg de Lichans est dominé par la colline du Chapeau de Gendarme (Lexantzümendi).

### Patrimoine religieux
Dans le bourg de Sunhar se trouve une église, datant du XIe siècle, possédant un clocher-mur dit trinitaire ou souletin, c'est-à-dire que la crête du mur, percé de baies où tintent les cloches, s'achève par trois grandes pointes à peu près d'égale hauteur, figurant la Trinité.

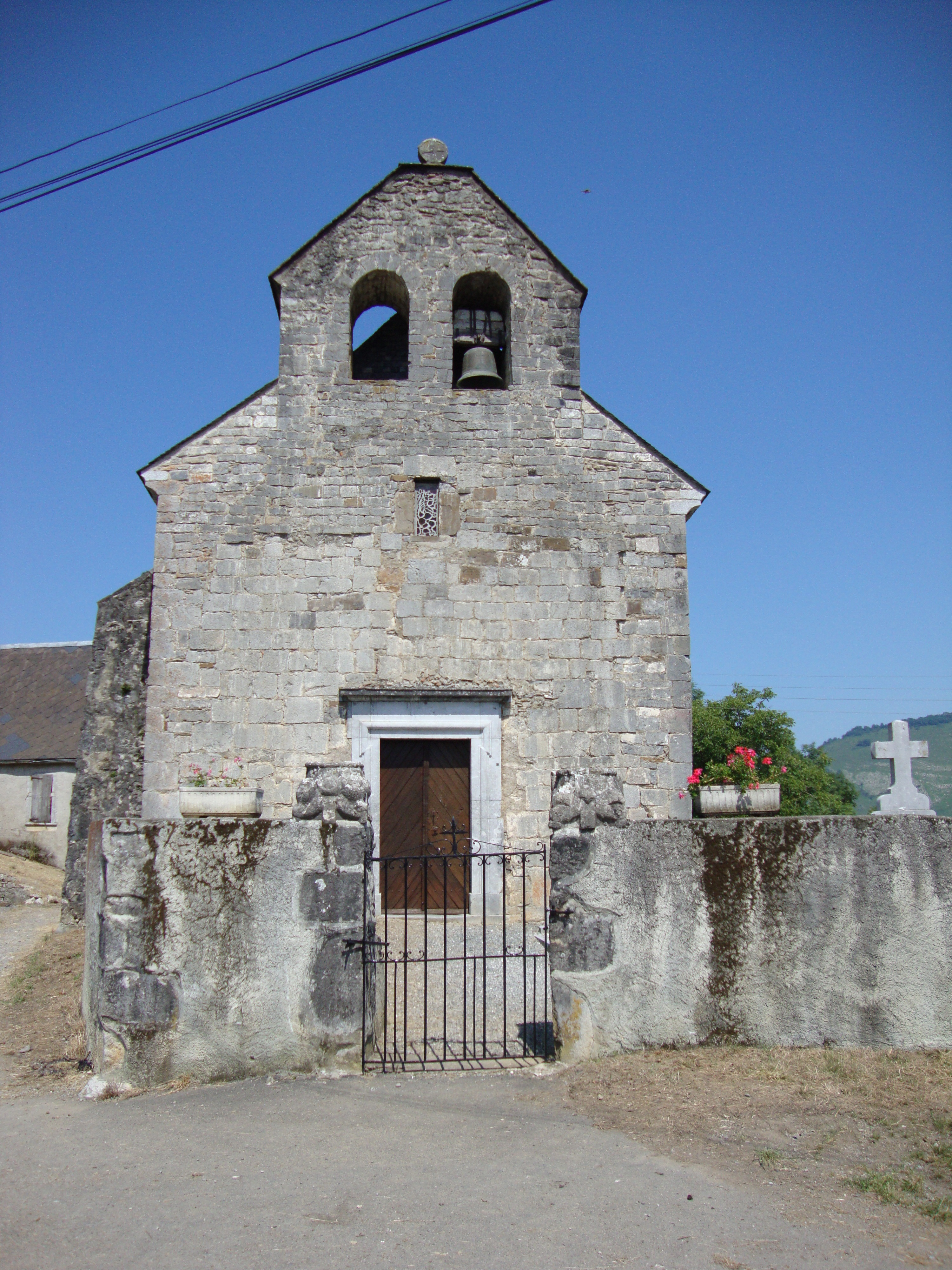
L'église de Sunhar ; au sommet, une stèle discoïdale est visible.
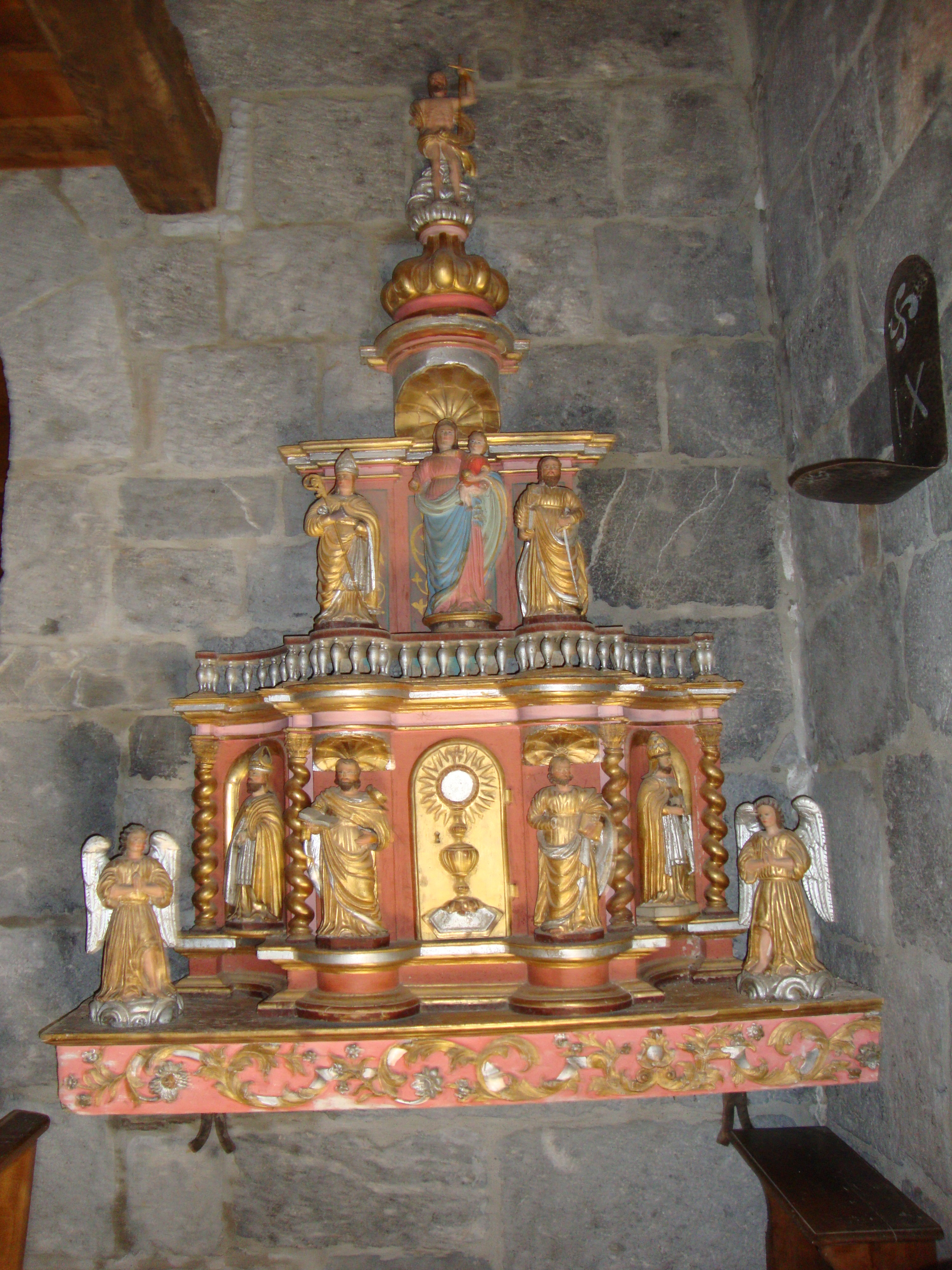
Église du Sunhar, autel.
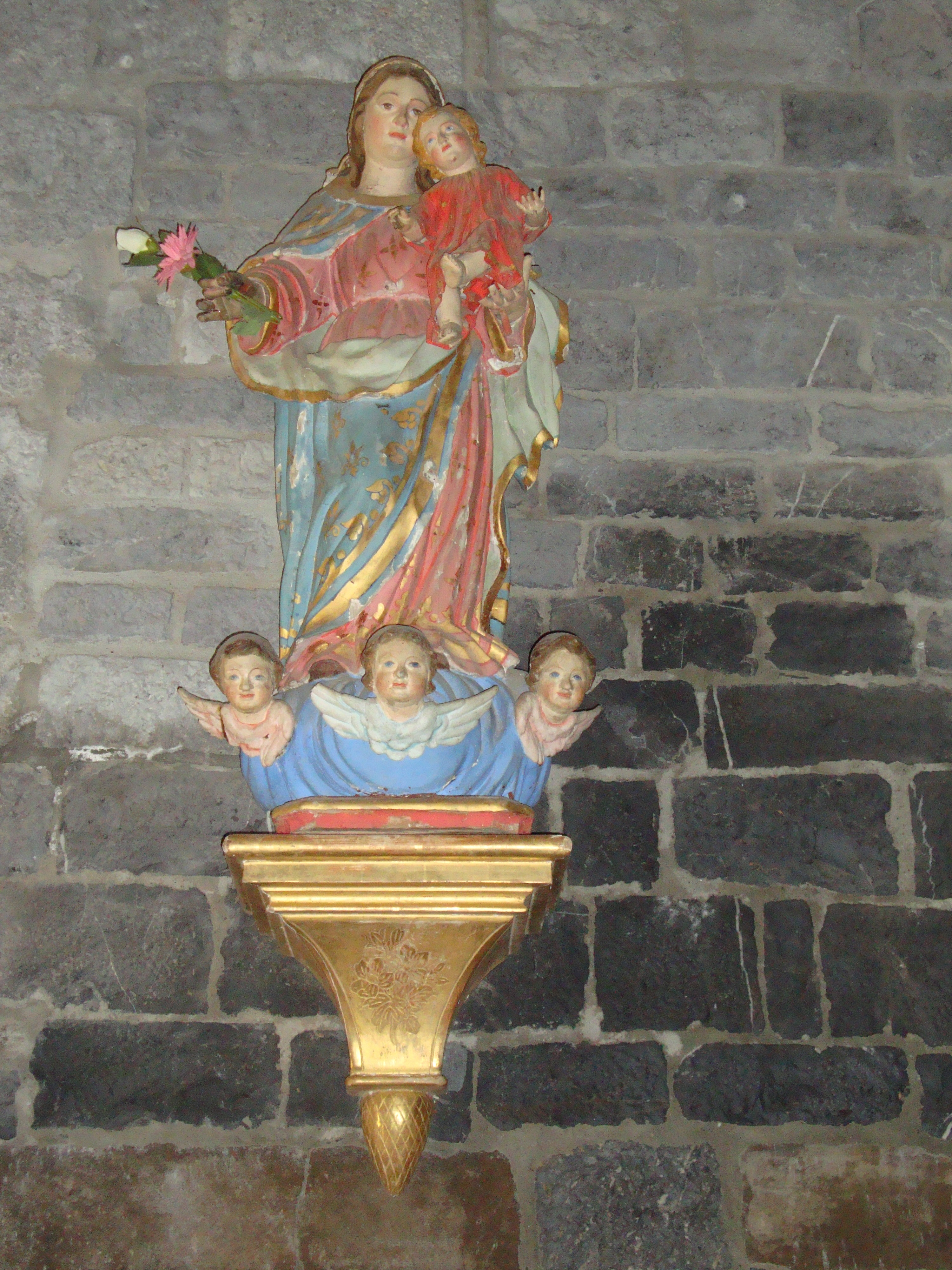
Église de Sunhar, Vierge avec Enfant.
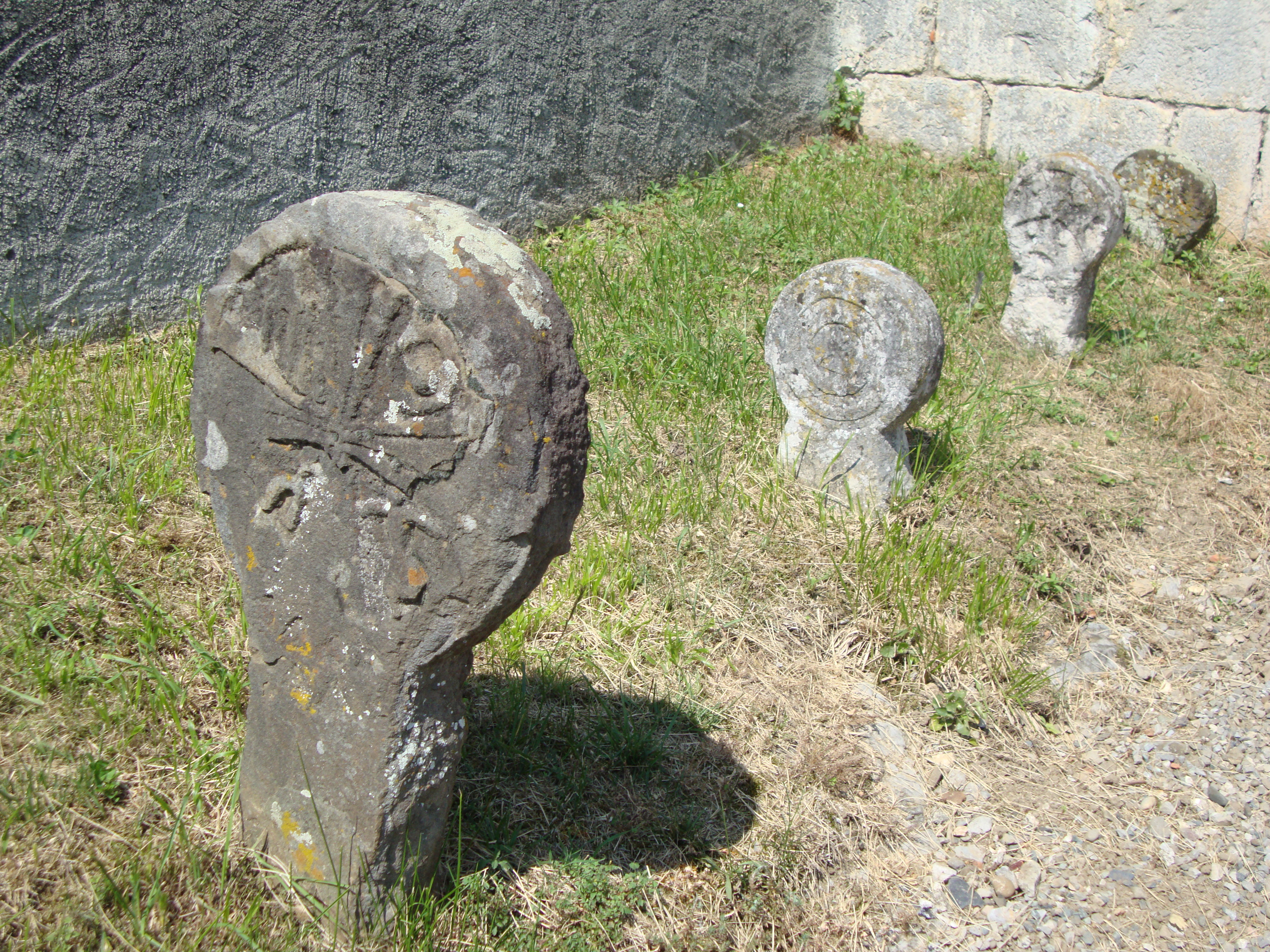
Stèles discoïdales au cimetière de Sunhar.

## Personnalités liées à la commune
- Pierre Anchen, missionnaire français au Japon.